# 本田足球會
本田技研工業足球會（Honda FC）是一支位於日本靜岡縣濱松市的半職業足球會，目前於日本足球聯賽角逐。

## 陣容
最後更新：2020年
註釋：國旗表示球員在國際足聯資格規則定義的國家隊。球員可能擁有一個以上非國際足聯國籍。
| 號碼 |      | 位置 | 球員             |
| ---- | ---- | ---- | ---------------- |
| 1    | 日本 | 门将 | 楠本祐規         |
| 2    | 日本 | 后卫 | 池松大騎         |
| 3    | 日本 | 后卫 | 三浦誠史         |
| 4    | 日本 | 中场 | 富田湧也         |
| 5    | 日本 | 后卫 | 鈴木雄也（隊長） |
| 6    | 日本 | 后卫 | 中村桐耶         |
| 7    | 日本 | 中场 | 松本和樹         |
| 8    | 日本 | 中场 | 山藤健太         |
| 9    | 日本 | 前锋 | 大町將梧         |
| 10   | 日本 | 前锋 | 古橋達彌         |
| 11   | 日本 | 中场 | 堀內颯人         |
| 13   | 日本 | 前锋 | 岡崎優希         |
| 14   | 日本 | 中场 | 川畑隼人         |

| 號碼 |      | 位置 | 球員       |
| ---- | ---- | ---- | ---------- |
| 15   | 日本 | 前锋 | 原田開     |
| 16   | 日本 | 后卫 | 川浪龍平   |
| 17   | 日本 | 后卫 | 小野寺倖志 |
| 18   | 日本 | 前锋 | 兒玉怜音   |
| 19   | 日本 | 后卫 | 八戶雄太   |
| 20   | 日本 | 门将 | 白坂楓馬   |
| 21   | 日本 | 门将 | 高村弘尚   |
| 22   | 日本 | 中场 | 石田和希   |
| 23   | 日本 | 中场 | 清水航輔   |
| 24   | 日本 | 中场 | 佐佐木俊輝 |
| 25   | 日本 | 中场 | 鈴木理久   |
| 26   | 日本 | 中场 | 平川貴也   |

## 俱樂部榮譽

### 日本賽事
- 日本足球聯賽（第二級）
  - 冠軍 (1) :1996年
- 日本足球聯賽（第四級）
  - 冠軍 (10) :2001年，2002年，2006年，2008年，2014年，2016年，2017年，2018年，2019年，2023年

## 著名球員
- 倉田安治
- 勝矢壽延
- 北澤豪
- 黒崎久志
- 關塚隆
- 長澤徹
- 古川昌明
- / 石川康
- / 瓦格內爾·呂比須
- 馬高斯·雲斯奧斯

## 外部連結
- 官方网站 （日語）